# Haldokehewuk
Haldokehewuk (Hahtokehewuk, popularno Cecilville Indijanci), jedna od 5 skupina pravih Shasta Indijanaca, porodica shastan, koji su živjeli u okolici Cecilvillea u Kaliforniji, okrug Siskiyou. Govorili su različitim dijalektom od ostalih Shasta skupina.
New River Shasta su ih nazivali Kah-hoo’-tin-e’-ruk.